# マノス・ハジダキス
マノス・ハジダキス（Manos Hatzidakis / Manos Hadjidakis, ギリシア語: Μάνος Χατζιδάκις、1925年10月23日 - 1994年6月15日）は、ギリシャの作曲家、ソングライター。ミキス・テオドラキスと並ぶギリシャの国民的作曲家と称されている。

## 来歴
クサンティ出身。ほぼ独学で作詞・作曲を身に付け、1950年代からポピュラーソングを多数制作、ナナ・ムスクーリやメリナ・メルクーリ、ジェニー・カレッティなどに提供し大ヒットさせ、ギリシャのポピュラーソング「レベティコ」の振興に努めた。
1960年の映画『日曜はダメよ』の音楽・主題歌を担当、世界的に大ヒットし、第33回アカデミー歌曲賞を受賞、世界的に知られるようになる。その後は、1966年から1972年までアメリカを拠点に活動した後に帰国、アテネ国立オペラの副総監督、ラジオ番組の製作責任者、アテネ国立管弦楽団の終身総監督等を歴任した。
1994年6月15日、肺水腫のため死去、68歳。

## 主なディスコグラフィー

### ポピュラーソング
- 若い郵便屋さん
- 月へ散歩に出かけよう
- 君の耳のうしろのカーネーション
- オール・アローン・アム・アイ
- 日曜はダメよ

### 映画音楽
- 日曜はダメよ Ποτέ την Κυριακή (1960)
- スパルタ総攻撃 The 300 Spartans (1962)
- アメリカ アメリカ America America (1964)
- トプカピ Topkapi (1964)
- 血と怒りの河 Blue (1968)
- スウィート・ムービー Sweet Movie (1974)

### その他
- 夢の道 Οδός Ονείρων (1962) ミュージカル
- イリヤ・ダーリン Illya Darling (1967) - 映画『日曜はダメよ』のミュージカル版。